# Frith van der Merwe
Pour les articles homonymes, voir van der Merwe.
Frith van der Merwe, née le 26 mai 1964, est une athlète sud-africaine spécialisée dans les courses d'ultrafond. D'origine afrikaner, elle est une des premières coureuses africaines à se distinguer dans les marathons et ultrafonds internationaux, avant les vagues de championnes kényanes et éthiopiennes.

## Biographie
Adolescente, Frith s'intéresse au tennis et au netball, mais n'est pas tentée par la course à pied. Le déclic se fait par une participation qui lui est imposée, durant sa scolarité, à un cross-country. En 1982, elle commence des études supérieures à l'université du Witwatersrand et participe à l'équipe étudiante de course à pied sur de longues distances. Après l'université, elle continue à pratiquer, et se donne comme objectif de courir en 1987 le Comrades Marathon, un ultrafond d'environ 89 km. Elle termine à une place remarquable pour une quasi-débutante, sixième féminine, avec un temps de 7 h 22 min.
En 1989, elle se distingue dans un autre ultrafond bien connu en Afrique australe, le Two Oceans Marathon : une voiture était à gagner pour qui battrait le record du parcours de Monica Drogemoller de 3 h 44 min 29. Elle l'emporte finalement avec un chrono de 3 h 30 min 36, sous une chaleur écrasante qui provoque l'abandon de 2 000 coureurs pendant la course. En 1989, elle franchit une nouvelle étape et renforce sa notoriété naissance en participant à nouveau au Comrades Marathon et en franchissant la barre des six heures : avec un temps de 5 h 54 min, elle remporte le classement féminin et termine quinzième au classement général. Dans les semaines qui suivent, elle bat également la championne Elana Meyer, dans une course de 15 km, terminant en 49 min 54 s,.
En 1990, elle remporte un marathon en 2 h 27 min 36 s, meilleur temps féminin du continent africain à l'époque.
En 1991, elle remporte une troisième fois le Comrades Marathon en 6 h 08 min, devenant pour le public sud-africain « la reine des Comrades ». En 1993, elle gagne le marathon de Tibère en Israël et termine troisième au marathon de Paris, avec un temps de 2 h 32 min, en avril 1993. Aux Championnats du monde de marathon de Stuttgart, en Allemagne, toujours en 1993, elle est cinquième en un temps de 2 h 32 min. Elle rencontre son futur époux, Mike Agliotti, alors qu'elle s'entraîne. Ils se marient en avril 1995. Malheureusement, Mike Agliotti meurt du cancer en mai 1997. Tout en participant à des compétitions, elle devient enseignante.
Elle est intronisée en 2013 au Temple de la renommée du sport.